# Willington Ortiz
Pour les articles homonymes, voir Ortiz et Willington.
Willington Ortiz, né le 26 mars 1952 à Tumaco (Colombie), est un footballeur colombien, qui évoluait au poste de milieu offensif à Millionarios, au Deportivo Cali et à l'America Cali ainsi qu'en équipe de Colombie.
Ortiz marque douze buts lors de ses quarante-neuf sélections avec l'équipe de Colombie entre 1973 et 1985. Il participe à la Copa América en 1975, 1979 et 1983 avec la Colombie.

## Carrière
- 1972-1979 : Millionarios
- 1980-1982 : Deportivo Cali
- 1983-1988 : America Cali  [1]

## Palmarès

### En équipe nationale
- 49 sélections et 12 buts avec l'équipe de Colombie entre 1973 et 1985.
- Finaliste de la Copa América 1975.
- Participe au premier tour de la Copa América 1979 et de la Copa América 1983.

### Avec Millionarios
- Vainqueur du Championnat de Colombie de football en 1972 et 1978.

### Avec l'America Cali
- Vainqueur du Championnat de Colombie de football en 1983, 1984, 1985 et 1986.
- Finaliste de la Copa Libertadores en 1985, 1986 et 1987.